# Tillandsia capitata
Tillandsia capitata là một loài thuộc chi Tillandsia.

## Giống
- Tillandsia 'Bacchus'
- Tillandsia 'Lorenzo'
- Tillandsia 'Love Knot'
- Tillandsia 'Marron'
- Tillandsia 'Maya'
- Tillandsia 'Old Gold'
- Tillandsia 'Pink Velvet'
- Tillandsia 'Red Fountain'
- Tillandsia 'Rio Hondo'
- Tillandsia 'Vicente Bacaya'